# Бадије (Пиза)
Бадије је насеље у Италији у округу Пиза, региону Тоскана.
Према процени из 2011. у насељу је живело 167 становника. Насеље се налази на надморској висини од 22 м.